# Mesamotura aeschyli
Mesamotura aeschyli är en stekelart som beskrevs av Girault 1927. Mesamotura aeschyli ingår i släktet Mesamotura och familjen puppglanssteklar. Inga underarter finns listade i Catalogue of Life.